# La Faute-sur-Mer

La Faute-sur-Mer este o comună în departamentul Vendée, Franța. În 2009 avea o populație de 916 de locuitori.